# Maximilian Paul
Maximilian Paul (Dresden, 14 februari 2000) is een Duits autocoureur.

## Autosportcarrière
Paul begon zijn autosportcarrière in het karting in 2011. Hier was een tweede plaats in de X30 Junior-klasse van de ADAC Kart Masters zijn beste klassering. In 2017 en 2018 kwam hij tevens uit in de KZ2-klasse van het Europese kampioenschap, waarin hij achtereenvolgens negentiende en zestiende werd.
In 2018 maakte Paul de overstap naar de sportwagens, waarbij hij uitkwam in de Audi Sport Seyffarth R8 LMS Cup. Hij startte in vier races en stond in al deze races op het podium. Met 53 punten werd hij elfde in het kampioenschap. In 2019 reed hij opnieuw in vier races in deze klasse, die hij allemaal won. Met 88 punten werd hij opnieuw elfde in de eindstand. Daarnaast reed hij in een volledig seizoen van de ADAC GT Masters in een Audi R8 LMS voor het team T3 Motorsport. Een achtste plaats op de Hockenheimring was dat seizoen zijn beste resultaat en hij eindigde met 8 punten op plaats 34 in het klassement.
In 2020 bleef Paul actief in de ADAC GT Masters bij T3 Motorsport. Dat jaar waren twee elfde plaatsen op de Sachsenring en de Lausitzring zijn beste resultaten. Met 22 punten werd hij dertigste in de eindstand. In 2021 reed hij een derde seizoen in de ADAC GT, maar zijn team reed nu in het kampioenschap met een Lamborghini Huracán GT3 Evo. De resultaten van Paul verbeterden ietwat; zijn beste raceklassering was ditmaal een zesde plaats op de Nürburgring. Met 37 punten werd hij 22e in het kampioenschap. Dat jaar maakte hij tevens zijn debuut in de DTM als gastcoureur bij T3 Motorsport in een Lamborghini Huracán GT3 Evo op de Red Bull Ring. Hij eindigde deze races als dertiende en elfde.